# こまねこまつり
こまねこまつりは、京都府京丹後市峰山町の金刀比羅神社と同町市街地で行われる祭り。金刀比羅神社境内末社の木島神社に鎮座している狛猫を核に据えた地域おこしをめざす町民らによって2011年（平成23年）に発足した「ねこプロジェクト」の発展として、2016年（平成28年）より始まった「まちあるきイベント」である。主催者によれば「世界が注目する東京五輪開催の2020年は丹後ちりめん創業300周年でもあり、2020年がひとつの節目」と見据えて、毎年秋に開催をはじめ、2021年以後も引き続き開催している。

## 概要
峰山町では江戸時代から昭和にかけて丹後ちりめんで栄え、養蚕に害をなすネズミを退治する猫を大切にした歴史から、神社に奉納された猫の石像「こまねこ」にちなみ、猫や狛猫を町づくりのシンボルに掲げた有志によるまちおこしイベント。主催者はまちのこしとも語る。猫にまつわる様々な取組を行いながら、「まちの人たちが内外の人とつながりを得ること」、「峰山の素敵なところや面白いところを発見すること」、「一緒に楽しくまちづくりをしよう!と盛り上がること」、「やればできる!を少しでも体験すること」、「まちづくりのアイデアを実験的に挑戦できる場となること」、「子どもたちやまちに暮らす人々の楽しみをつくること」を柱に、広く一般市民のなかからアイデアや協力を募り、狛猫のある木島神社を含む金刀比羅神社境内およびその周辺地域で、年1回秋に開催されている。
人と人の輪を広げることを狙って開催されている「こんぴら手づくり市」のほか、ネコの保護などについて話し合う「保護猫セミナー」や、丹後半島の環境問題にふれるアート展「メタモルフォーゼ×アート×漂着」など、地域の様々な問題を紹介し、考える機会ともされている。

## 歴史

### 由来
| 木島神社の狛猫（阿と吽） |  | 木島神社の狛猫（阿と吽） |
| 木島神社の狛猫（阿と吽） |  |                          |

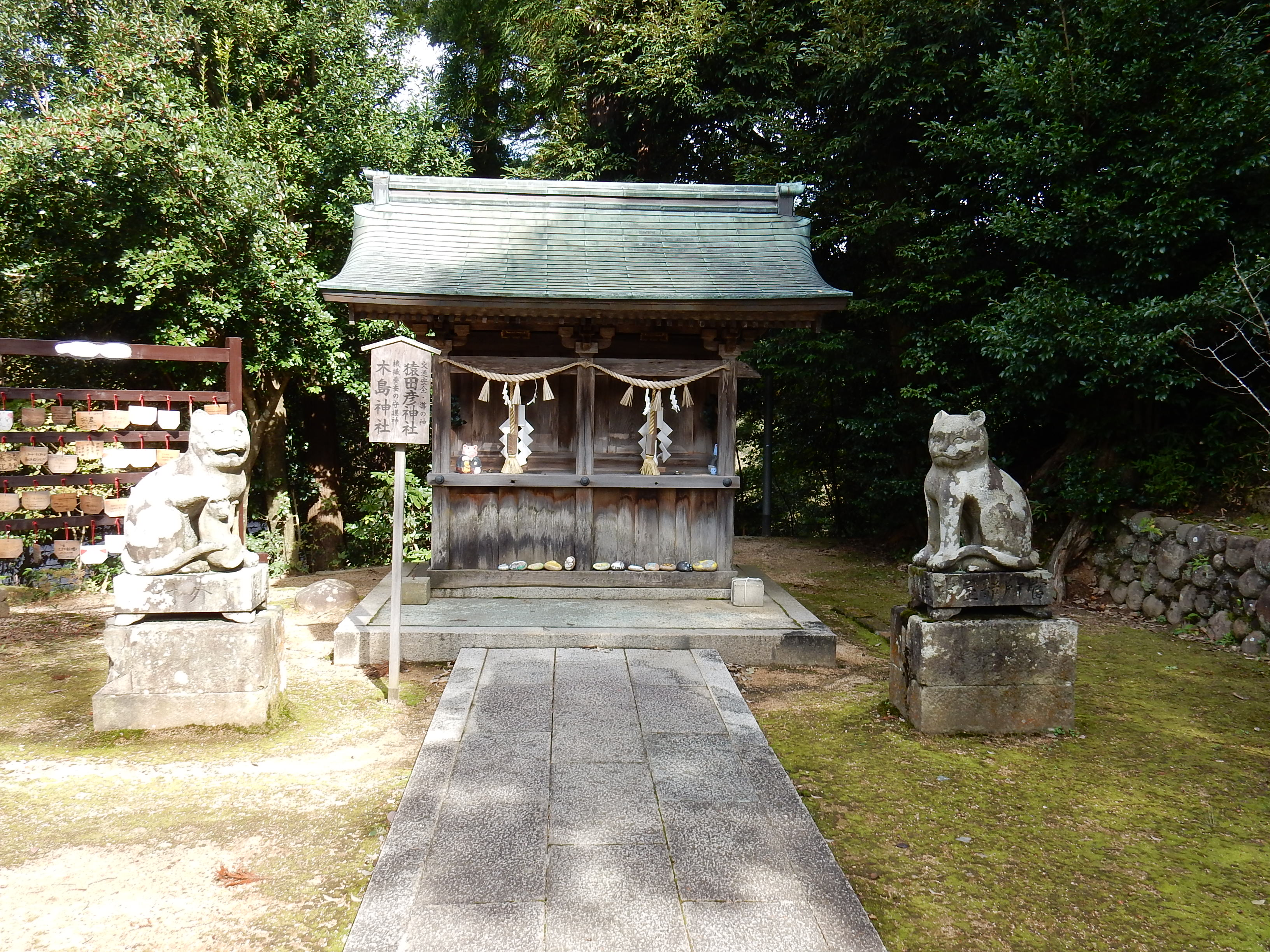
木島神社（左）と猿田彦神社（右）

1720年（享保5年）に絹屋佐平治によってこの地で織りだされた丹後ちりめんの主要産地として繁栄した峰山町では、蚕や繭をネズミから守る猫を大切にしており、同町の金刀比羅神社境内にある木島神社・猿田彦神社には「狛猫」が鎮座している。木島神社は1830年（文政13年）、養蚕の守護神として、峯山藩のちりめん業者によって京都太秦にある蚕ノ社から勧請された社殿である。
峰山町は昭和の中期にはすべての家から機を織る音が聞こえたというほど絹織産業が栄えたが、オイルショック以降の不況や格安の輸入製品におされて生産量が激減し、街の活気も失われていた。その状況に危機感を覚えた地元住民らが、街の歴史に誇りを持つことを目的に、全国的にも珍しいこの狛猫を中心に地域おこしをしようと発案、金刀比羅神社の御鎮座200年に当たる2011年（平成23年）のの記念協賛事業として「ねこプロジェクト」が発足した。その年、「ヒカリ美術館」（網野町）で活動するアーティストの池田修造が狛猫をモチーフにした陶製素焼きの狛猫400体（200対）を制作し、市内の小学生ら約150名が絵付けを行い、金刀比羅神社御鎮座200年祭や年始年末等に境内に並べられた。
ねこプロジェクト実行委員会では、「いずれはいたるところにネコが見えるような町にしていきたい」と語り、素焼き狛猫の絵付けはその後も毎年、様々なイベントでワークショップとして開催され、参加した町民が自宅前や玄関先に飾るなどして、こまねこの町・峰山を印象付けるのに一役を担い、京丹後市における体験プランのひとつとして旅行案内にも紹介されている。2015年（平成27年）からは、金刀比羅神社の参詣の石段に、自然の石に猫の絵を描いた「猫石」展示を常設した。ねこプロジェクトには、峰山町民のみでなく、京丹後市一帯から広く有志が参加し、こまねこまつりは、そのような猫によるまちおこし活動のうちの「まちあるきイベント」として、2016年（平成28年）に第1回目が開催された。2017年（平成29年）10月28日に道の駅丹後王国「食のみやこ」で開催された日本遺産認定記念シンポジウムには、ねこプロジェクト代表として、こまねこまつり実行委員会委員長でもある田中智子が招かれ、こまねこまつりを始めたことを紹介した。

### 様々な影響
2020年（令和2年）9月、金刀比羅神社の狛猫は京丹後市の文化財に指定された。各種メディア「京都がもっと好きになるメディア Kyotopi」や「トラベルJP」等でも京丹後市を代表する観光名所として取り上げられるようになり、ねこプロジェクトが主催する絵付け体験が市の観光公社の体験プログラムに組み入れられる等、峰山町が「狛猫の町」として認知されるに至る一役を担っている。
2023年（令和5年）、小西川河川改修にかかわる樋田橋（といだばし）改築記念式典では、舗装前の橋面に敷いた狛猫のパネルアートの周りに子ども園の園児らが思い思いの絵を描く「お絵描きイベント」がこまねこまつり実行委員会主導で行われた。

## まつりの内容
「この町のこせ! この猫さがせ!」を合言葉に地域の活性化をめざし、金刀比羅神社エリアとまちなかエリア、峰山駅前等で開催される。神社のみならず、町内を巡って峰山の町の風情を楽しんでもらうことをねらい、町内10店舗以上の飲食店や菓子店で猫にちなんだ限定商品を提供し、空き店舗での作品展示を行っている。

### 金刀比羅神社エリア

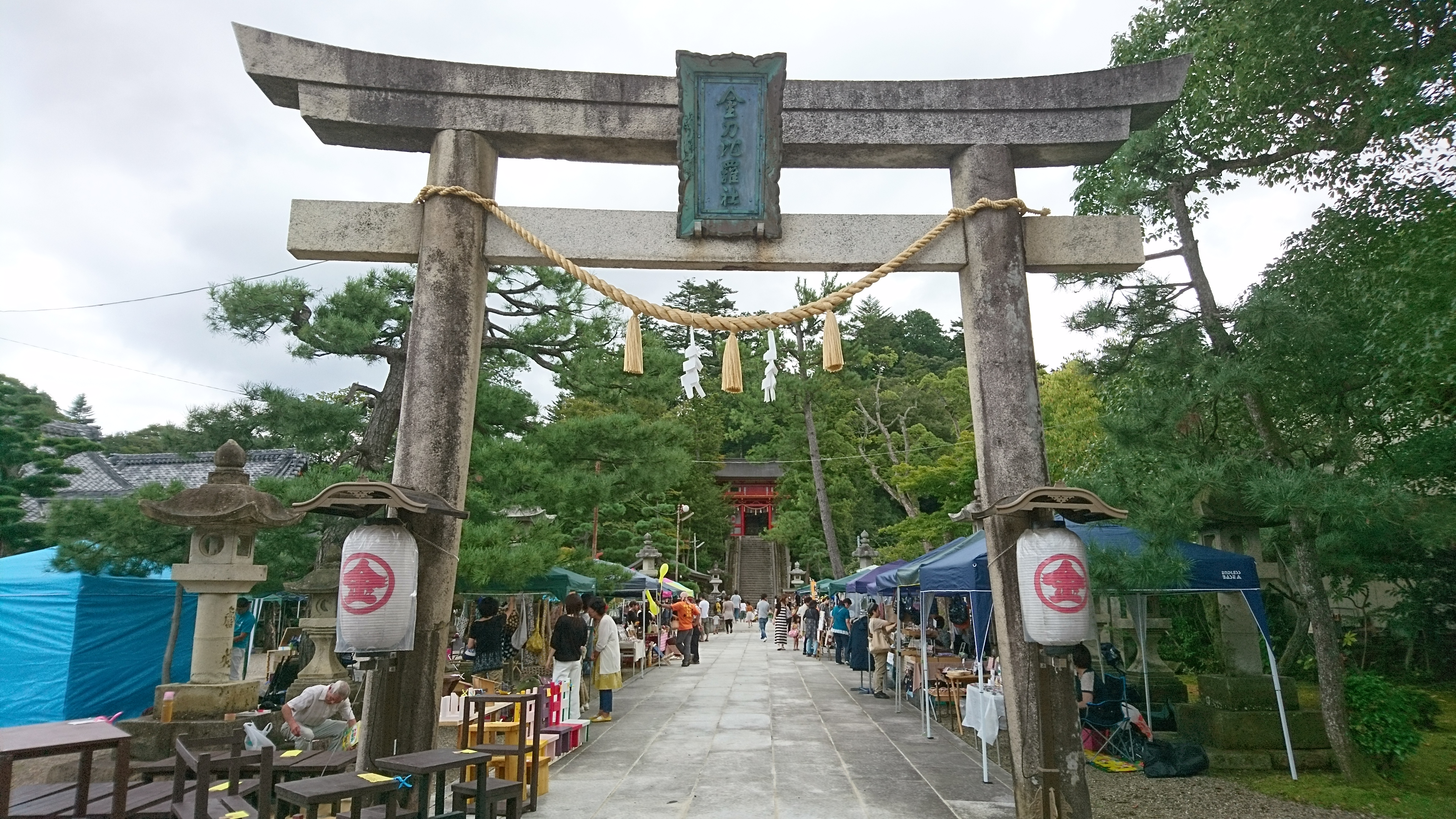
こんぴら手づくり市（金刀比羅神社エリア）

イベントの中心となる金刀比羅神社エリアでは、こんぴら手づくり市や、陶製素焼きの狛猫やねこ絵馬の絵付けと奉納などの体験型の催し、プロのアーティストによるキルト展や「猫の目」作品展といったアート展、丹後地域で猫の保護活動をおこなる「ねこ会議」による保護猫活動展示や猫グッズ販売を行っている。金刀比羅神社の社務所の内外で、丹後ちりめんを用いた伝統のつるし飾りや、顔出しパネルなどの撮影スポットも用意される。
地元の峰山高校茶道部によるお茶席も予定されていたが、第2回第3回とも天候不順により中止になった。

#### こんぴら手づくり市
「こんぴら手づくり市実行委員会」が主催し、2009年（平成21年）10月18日から1月2月を除く毎月1回（第3日曜日）に開催されてきた金刀比羅神社境内で行われる手づくり市で、通常は15から20の露店が並ぶ。第1回目のこまねこまつりは、その70回目にあわせて開催されたことにちなみ、境内には猫にちなんだ作品などを販売する露店が70店が並んだ。以来、こまねこまつりの主要企画として、毎年まつりにあわせて大規模な出店を募っている。第2回目のこまねこまつりでは80回目の手づくり市開催日であったことから80店舗の出展が予定されていたが、悪天候によるまつりの中止とともに順延となった。第3回目のこまねこまつりでも雨天により順延となり、翌週末に開催された。
定例のこんぴら手づくり市は開催回数を重ねるにつれ工夫され、雨天時には社務所や斎場を会場に室内で開催される。内容は、手芸品、陶器や工芸、鞄、衣類、パン、野菜、鉢植えなど手づくりであればよいとされ、ワンデイカフェやミニコンサート、占いなども行われる。長く続けることを目標のひとつとして開催されている。

#### 陶器ねこ塗りワークショップ・ねこ絵馬奉納

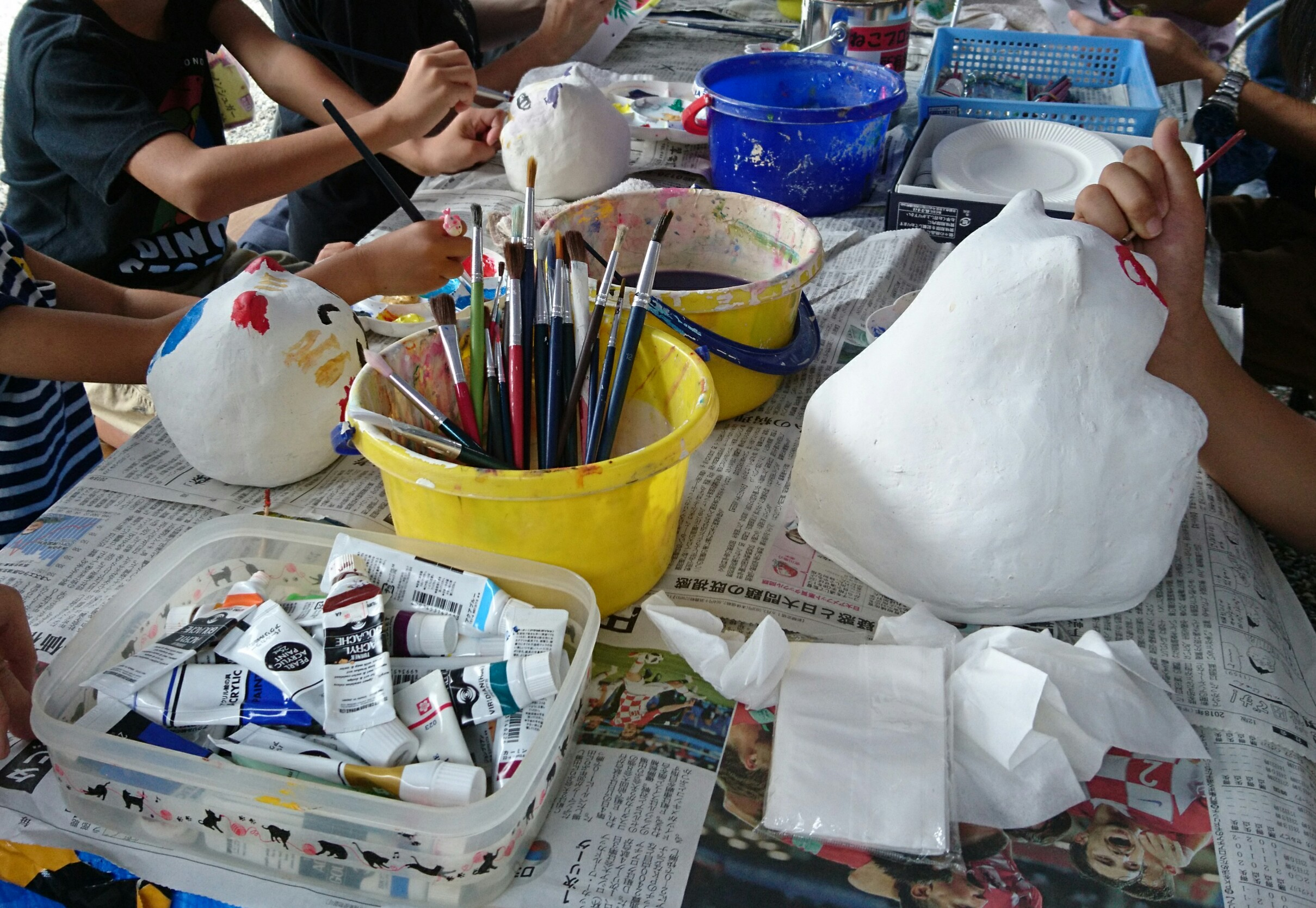
素焼きの陶製狛猫に絵付けをする（ワークショップ）

「ねこプロジェクト」が主催し、池田修造が製作して2011年（平成23年）から行っている陶製素焼きの狛猫の絵付けワークショップと、金刀比羅神社のオリジナルねこ絵馬の絵付けと奉納を行う。素焼き狛猫の絵付けは、こまねこまつり以前のこんぴら手づくり市等のイベントでも「ねこプロジェクト」主催で続けられ、金刀比羅神社をはじめ町内各所で、色とりどりに絵付けされた狛猫を見ることができる。2014年（平成26年）からは、除災招福の縁起物として、ひとまわり小さなサイズの素焼きの狛猫も作られている。2018年（平成30年）には、ねこ面のペイントも行われている。

#### 保護猫セミナー
「丹後の猫好きネットワーク・ねこ会議」が主催した。河瀬麻花（ネコリパブリック代表）の講演による保護猫セミナーや、バーチャル・リアリティを用いた猫カフェ体験ができるねこバスが用意され、猫助けかるた大会など、子どもも楽しめるワークショップを交えて丹後地域の猫の保護活動を紹介する。
「ねこ会議」は、2010年頃に自然発生的に誕生した網野町を拠点に活動する保護猫活動グループで、おもに生後4カ月までの仔猫の保護と里親探しや、保護した成猫の不妊手術などを行っている。

### まちなかエリア

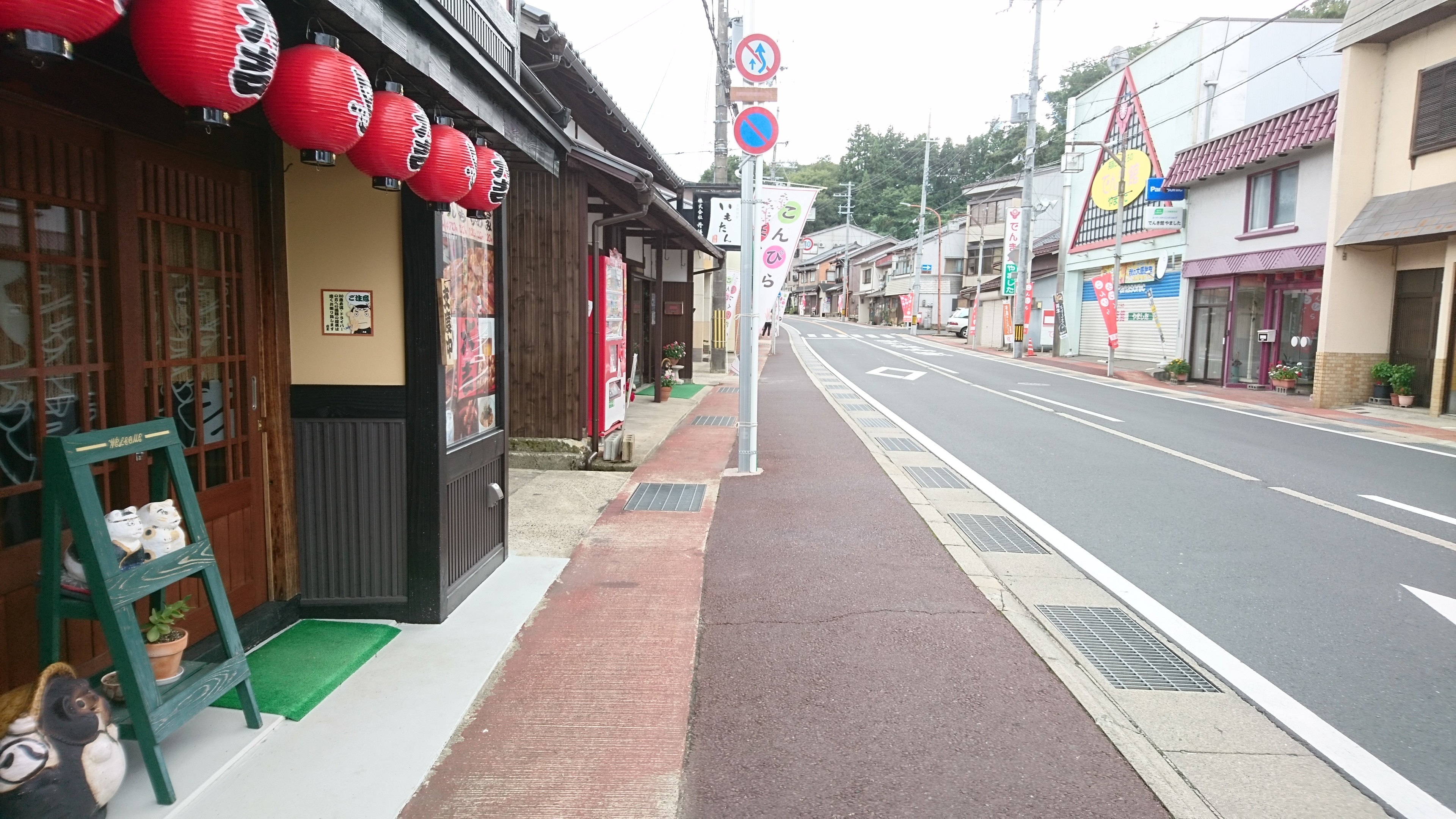
素焼き狛猫を飾った飲食店の店先（左＝まちなかエリア）

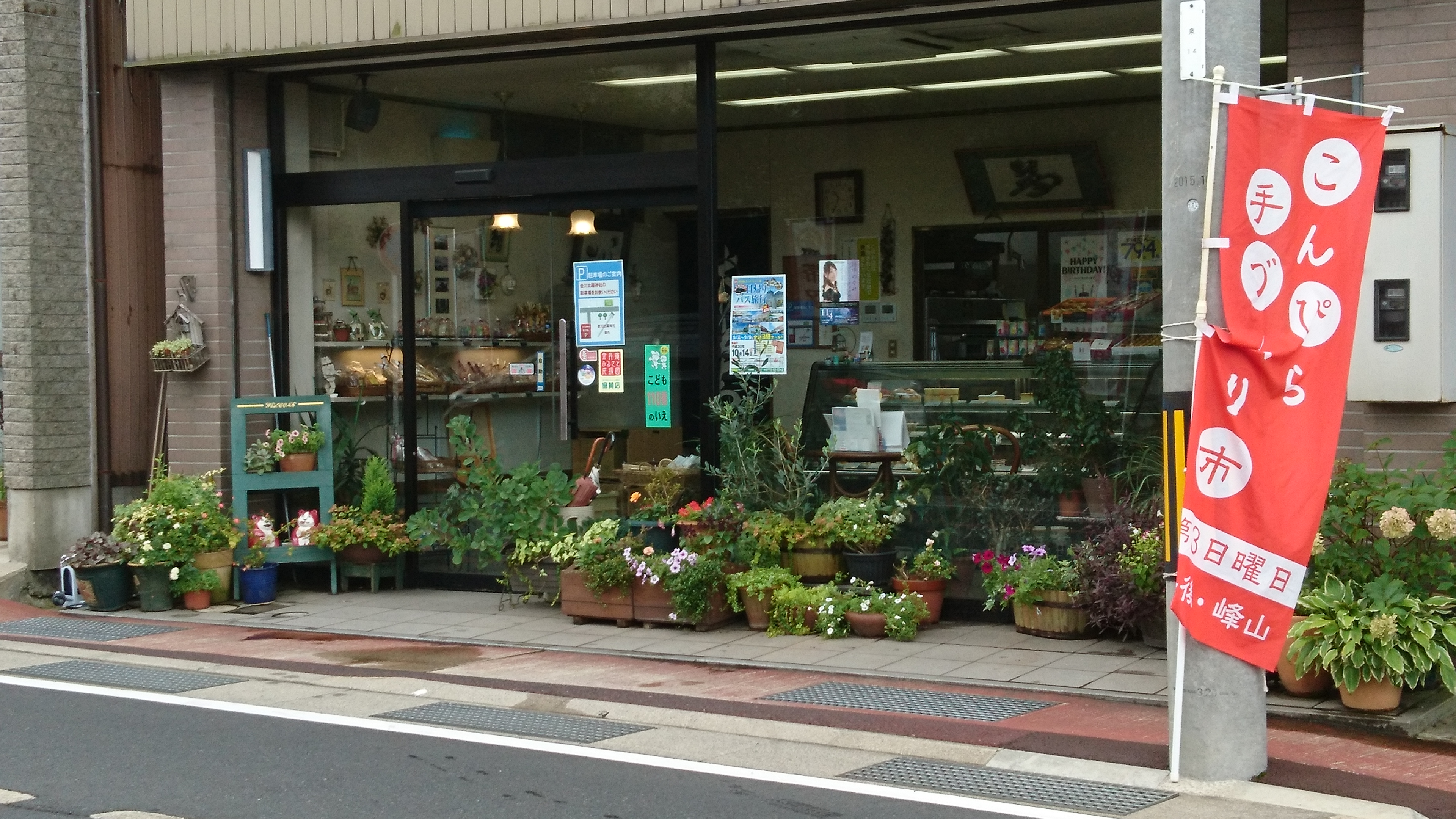
菓子店に展示した素焼き狛猫は赤白に絵付け（入口の左、まちなかエリア）

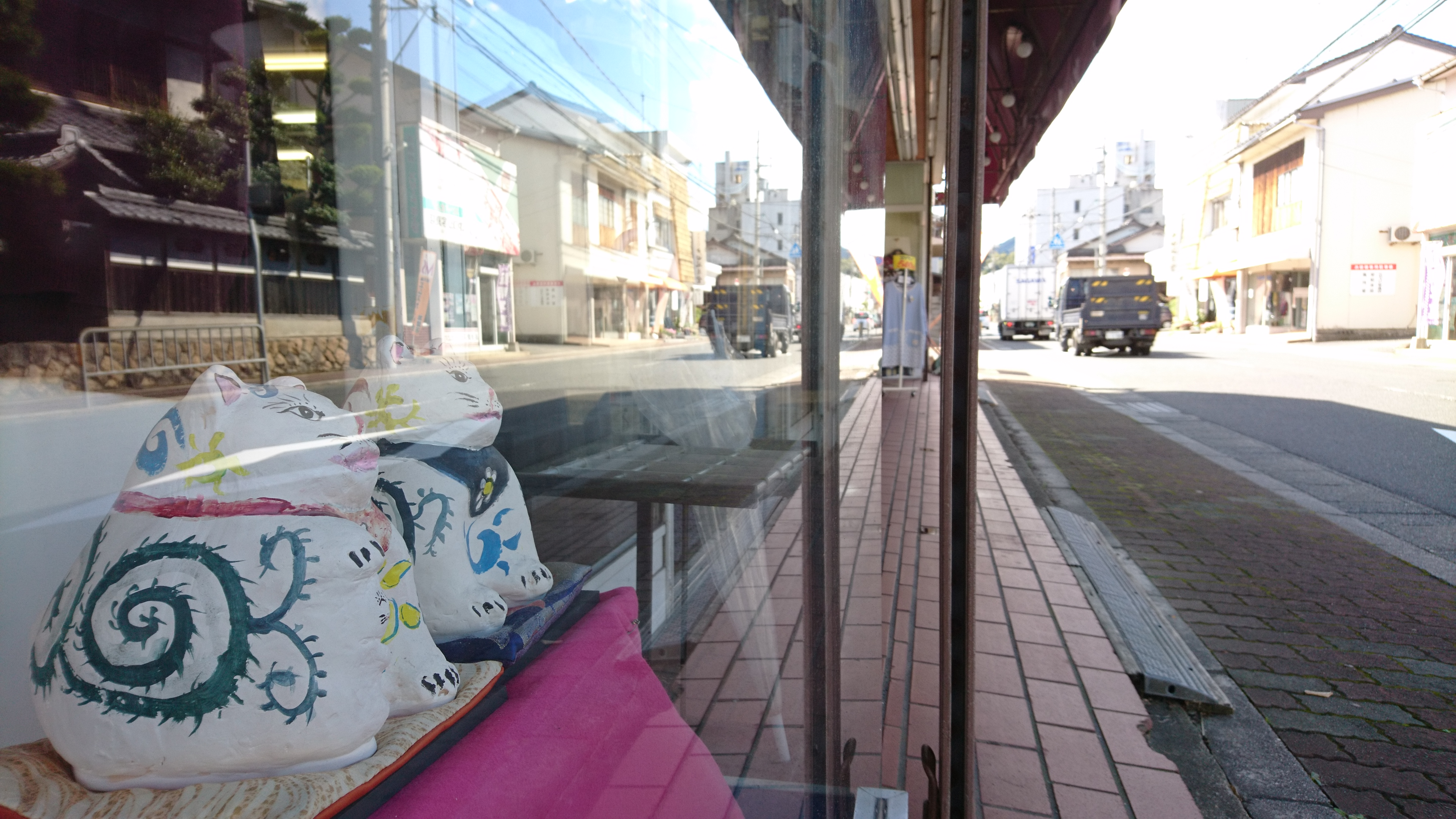
ショーウィンドーに置いた絵付けこまねこは、町を眺めるような姿。

- 「まちなかエリア」マップ（2018年、第3回こまねこまつり）
- 第4回こまねこまつり「まちなかエリア」マップ（2019年）

金刀比羅神社周辺や峰山駅周辺など、峰山町中心部に展開する「まちなかエリア」では、狛猫の由来である丹後ちりめんの老舗吉村商店が店内を公開し、伝統のつるし飾りや2015年（平成27年）に京都文化博物館で開催された大丹後展でも展示された打掛を展示する。また、京都を拠点に活動するふろしき研究会の森田知都子によるちりめん風呂敷のワークショップや、手機体験など丹後ちりめん縁の体験企画や、アート展、狛猫にちなんだ関連商品の販売など、町の空き店舗等を利用して様々なイベントが行われる。飲食店でも、こまねこまつりに合わせて猫をモチーフとしたメニューを考案するなど、まちなかエリアでは各店舗ごとに狛猫にちなんだ工夫を凝らしている。町内の酒蔵では、丹後産の芋焼酎「いもにゃん」の試飲や、猫をモチーフとしたグッズ販売も行われている。近接する御旅市場では、「第2回京丹後54マルシェ」が同時開催された。

#### まちなかショップスタンプラリー
約1カ月前から、町内の協力店舗でスタンプラリーが行われ、買い物などをするとスタンプがたまる。スタンプは貯めた数に応じて、3個、5個、7個それぞれに対応する景品と交換することができ、こまねこまつりオリジナルの手づくりの猫小物など、スタンプはまつり当日に景品と交換できる。第3回こまねこまつりでは、町内の店舗41軒が参加し、約2,000人が景品交換を行った。

#### ねこまんまランチ・ねこスイーツ
まちなかエリア内の飲食店や菓子店において、狛猫や猫をモチーフにした特別メニューや商品が用意される。このうちプラザホテル吉翠苑の「狛猫ばらずし」、戸田風月堂の「NEKO-NO-EN（猫のえん）」、御菓子司大道の「狛猫もなか」などは、各店を代表する定番商品に成長するとともに、猫をモチーフにした商品は峰山町の新定番となった。また、2018年（平成30年）9月8日に初めて開催された関連企画ウィキペディアにゃウンでも、猫をあしらった「こまねこまつり特製の弁当」を参加者の昼食に提供した。

## 開催概要

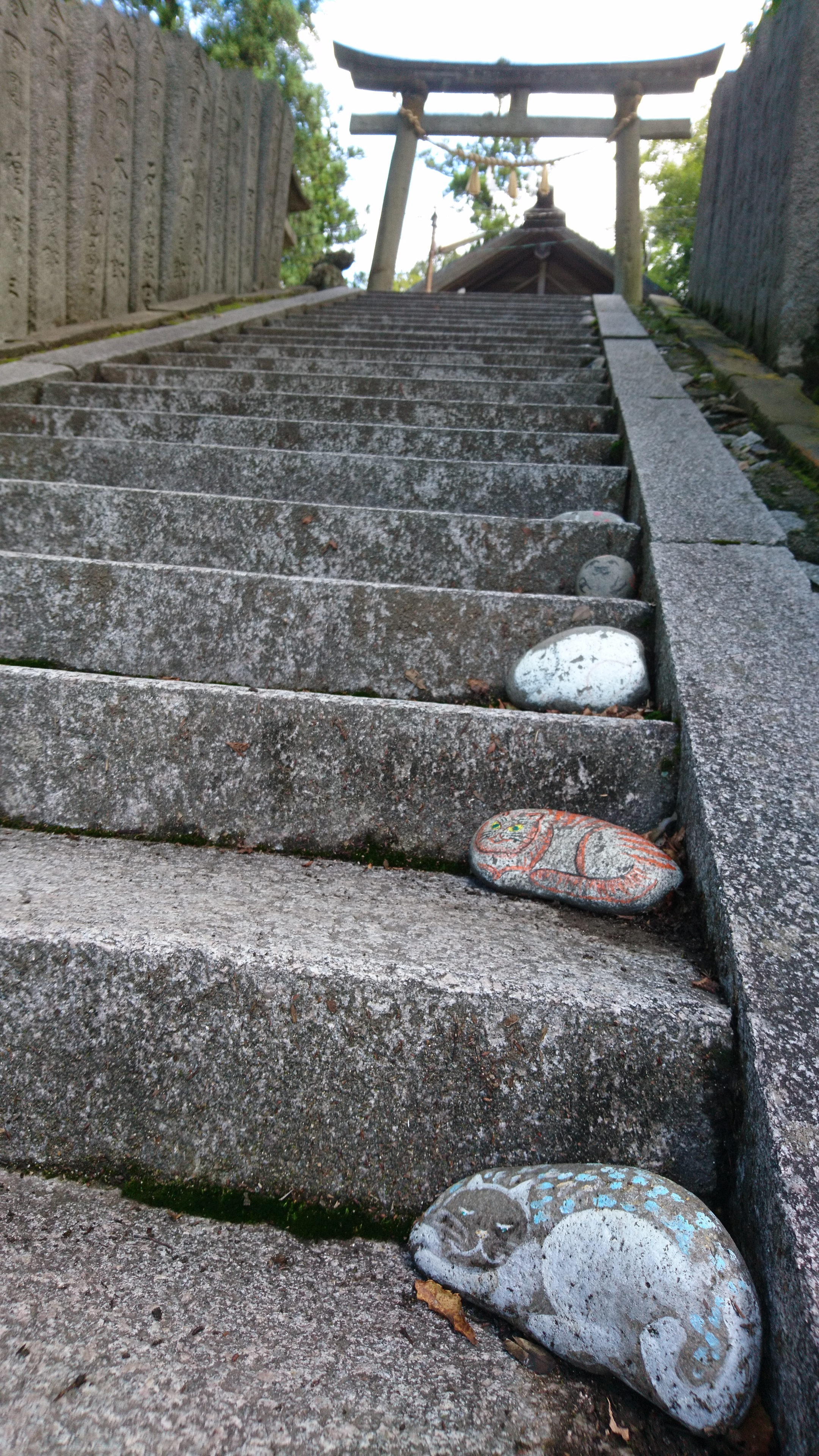
「石ねこ」が並ぶ石段（金刀比羅神社の境内）

### 第1回（2016年）
発起人の田中智子をはじめ女性を中心とする約30名の運営スタッフによって、発案からわずか3カ月後の2016年（平成28年）9月18日に開催された。午前、狛猫が鎮座する木島神社で祈願する狛猫祭を行った後、午前11時から町内各所で一斉に展開された。
「ねこプロジェクト」や「こんぴら手づくり市」の企画のほか、猫を描いたキルト展やダンボールアート展、アーティスト白川一恵の石ねこ展、池田修造の猫の目展などプロの作品展もあれば、地元高校生によるコンパネアートや、チェーンソーで猫の像を作る実演披露など、多彩な催しが行われた。京丹後市観光協会峰山町支部羽衣ステーションでは、駅のコンコースで「らくざ」を開催し、ステーションLIVEにセーリングを招いた。空き店舗活用では、元にしがき峰山店前、元藤BAR、元高田酒店、元セレマ事務所が活用され、「この猫探せ!」ボードゲームや、陶器や布絵のアート展が開催された。
来場者1,000人を目標に開催された第1回こまねこまつりは、SNSでの情報拡散もあり、猫好きを中心に京阪神など京丹後市外からも2,000人以上が訪れて成功を収めた。影響はまちなかにも及び、飲食店は満席となり、老舗の醤油店は創業以来、最多の集客を記録した。かつて、金刀比羅神社の秋の祭礼は丹後全域から人を集めて参道は露店で埋め尽くされたと伝わり、第1回こまねこまつりは、多くの人々にその往年の賑わいを想起させた。

### 第2回（2017年）
2017年（平成29年）9月17日開催予定であったが、台風18号直撃の予報により、2日前の15日に中止が決定された。まつりに先立ち開催されていたスタンプラリーや京都丹後鉄道による限定切符の販売、関連イベントは予定通り行われ、まちなかショップスタンプラリーの景品交換は、翌10月のこんぴら手づくり市で行われた。
関連イベントでは、9月16日（土）に京都精華大学教授による 「峰山まち音あるき － サウンドスケープ＆ミニ・コンサート」が開催された。また、後述するこまねこウォークや、空き店舗である元田中家具店、元藤BAR、元高田酒店を活用したアート展が開催された。

### 第3回（2018年）
2018年（平成30年）9月9日（日）開催。大雨のため「こんぴらてづくり市」やシャッターアートのお披露目会などの屋外イベントは中止または延期され、金刀比羅会館やまちなかエリアの吉村商店の公開、空き店舗である元田中家具店を活用したアート展などの屋内のイベントは開催された。

### 第4回（2019年）
2019年（令和元年）9月8日（日）開催。中心となる金刀比羅神社では「こんぴら手づくり市」や池田修造の「猫の目作品展」、2020年にちりめん300年を控える丹後織物工業組合による「身近にふれる丹後織物」展、保護猫団体による「ペット防災トークセッション」など多彩なイベントがあった。隣接する日進製作所創業記念館では峰山高校茶道部のお茶席が設けられた。
また、まちなかエリア・峰山駅エリアでは「こまねこまつり銅版画展」をはじめ、アート展示や音楽ライブなどが多数点在し、猛暑の中、同時開催の他イベントも含めて大勢の人が行き交った。

### 第5回（2020年）

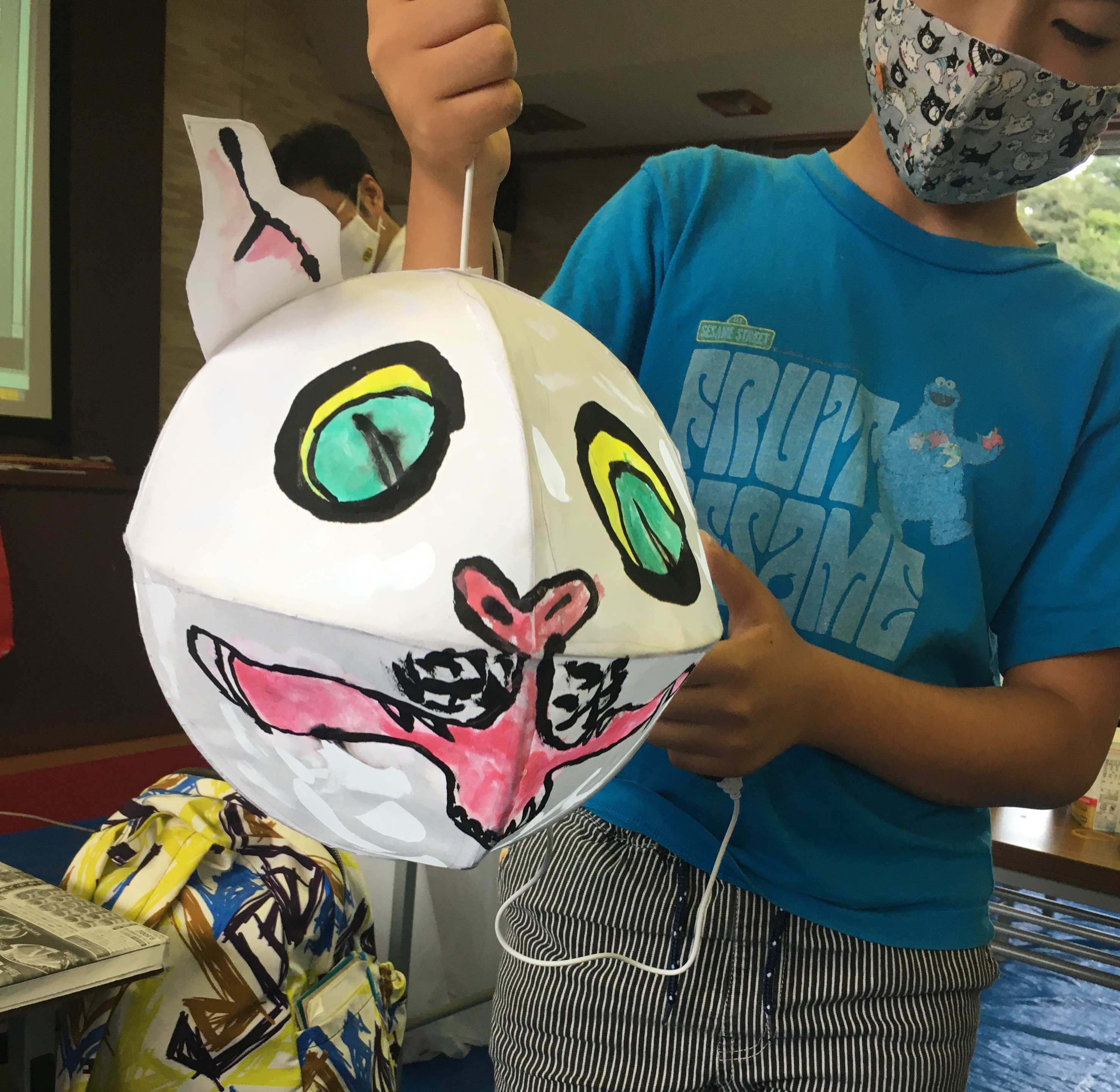
猫ねぷたをつくろう！ワークショップ（こまねこまつり2020）

新型コロナウイルス感染症拡散防止対策として密集を避けるため、2020年（令和2年）9月19日（土）から22日（火）の4日間を中心に日を分けて15の催しを開催した。
19日は丹後ちりめんの歴史や最新の機械金属の技術を学ぶ「こまねこウォーク」、20日は峰山町を紹介する記事をウィキペディアに執筆する催し「ウィキペディアにゃウンvol.3」を実施。21日は金刀比羅神社境内を会場に猫をモチーフにした雑貨が集まる「こんぴら手づくり市」、創業300年を迎えた丹後ちりめんの資料展示、「猫ねぷた」をつくろう！ワークショップ、丹後ちりめん茶室のしつらえ展、池田修造「猫の目展」が開催された。市民団体「丹後の猫好きネットワークねこ会議」は22日、災害時のペット同行避難の理解を広めようと「ペットと一緒の防災まちづくりセミナー」を開いた。これら啓発活動に取り組むNPO法人アンビシャスのスタッフは、避難グッズや個体識別用マイクロチップの装着、普段からケージに慣らす重要性などを説明した。

### 第6回（2021年）
新型コロナウイルス感染症の影響で開催が危ぶまれたが、細々であっても続けたいとの思いから、9月19日（日）にまつりの無事を願うご祈祷から幕を開け、11月21日（日）までいろいろな催しを分散して開催された。10月は15日（金）から17日（日）にわたって行った「大丹後ネコ派てん」は猫への思いを絵画や立体で表現した展示と実演で構成し、会場は田中家具ギャラリー。同じ17日（日）にこんぴら手づくり市、陶器ねこ・ねこ面ペイント・池田修造「猫の目」展を開き、同月31日（日）にこまねこウォーク・てくてくわがまち、ウィキペディアにゃウンvol.4、11月21日（日）に丹後の猫好きネットワーク「ねこ会議」のねこねこよろず相談会が催された。

### 第7回（2022年）
2022年（令和4年）の会期は9月17日（土）から19日（月）に加えて10月16日（日）、23日（日）の計5日間。初日の夕方に金刀比羅神社で祈祷を受け、19日（月）までの3日間、当社と周辺地域で作品展示が行われた。当社では「丹後ちりめんつるし飾り展示」、元田中家具店のギャラリースペースで”丹後の猫”をテーマに「大丹後ネコ派てん」、その他日新製作所ウォールアート、狛猫シャッターアート、猫の石像、石猫オブジェ、チェーンソーアート猫など商店街の様々な場所で猫をモチーフとした作品が展示された。18日（日）には神社にて「こんぴら手づくり市」が開催され、ここでも猫をモチーフとしたアクセサリー等の販売や池田修造「猫の目」展、陶器ねこ・ねこ面ペイントといった展示・イベントが行われた。
また10月16日（日）には「保護猫譲渡会」、23日(日)の午前に「こまねこウォーク」午後に「ウィキペディアにゃウンvol.5」開催された。23日(日)のイベントでは峯山藩ができて400年を記念し、峯山藩藩主であった京極家のゆかりの地を巡り、午後のウィキペディアタウンで関連する項目を作成した。まちあるきでは、福知山公立大学の学生がガイド役を務め、その場所の歴史等を説明しながら、約30人の参加者とともに、京丹後市役所峰山庁舎をスタートし、町内の社寺を巡った。

## 関連企画

### こまねこきっぷ発売
京都丹後鉄道の普通・快速列車が1日乗り放題になるこまねこきっぷは、222枚(にゃんにゃんにゃん枚）限定で、2016年（平成28年）の第1回目から毎年販売されている。第3回こまねこまつりでは枚数を増やし、450枚限定で販売された。切符は、丹後ちりめんの代表的な技法である紋ちりめんで、オリジナルの猫柄を描いたちりめん生地を使用した記念切符となっており、利用はこまねこまつり当日に限定せず、約1カ月の利用可能期間が設けられている。

### 峰山駅鉄道フェスタ
京都丹後鉄道峰山駅では2018年（平成30年）の第3回こまねこまつりより北近畿鉄道ビジネスが鉄道フェスタを開催、峰山駅構内においてNゲージ運転体験や鉄道おもちゃプレイランドの解説、おもちゃ列車を運行するなどの関連企画を展開した。第4回こまねこまつりでは、オリジナルデザイン・塗装のNゲージ「こまねこ列車」もジオラマの中を快走した。

### こまねこウォーク

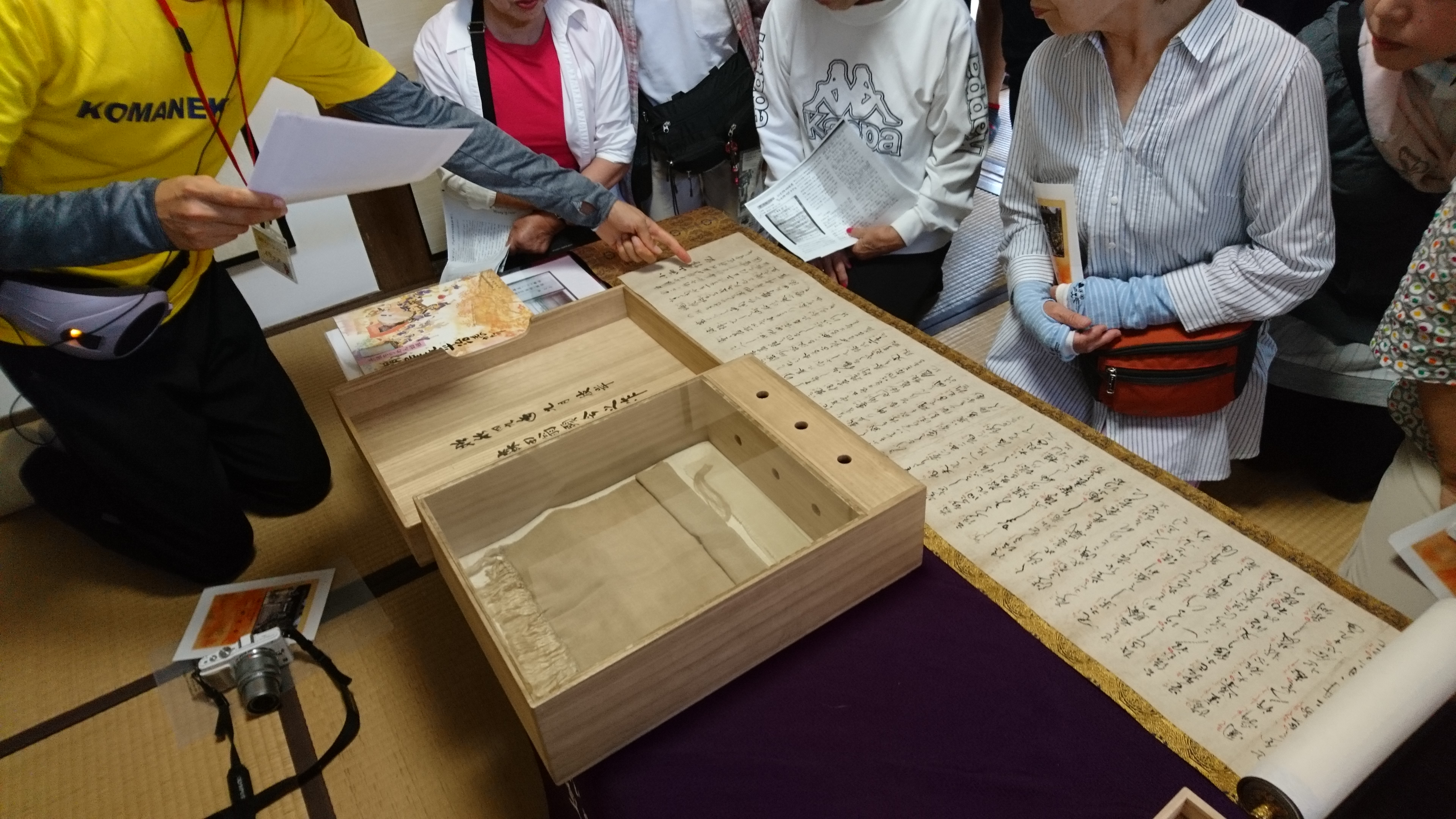
禅定寺にて寺宝の説明を受ける（こまねこウォーク）

狛猫の由来である丹後ちりめんに縁の地を巡るウォーキング・イベントとして、『京丹後市史』編纂にも携わった研究者の小山元孝がガイドを務め、2017年（平成29年）9月10日（日）に第1回目が開催され、35名の一般参加があった。狛猫のある木島神社から金刀比羅神社本殿と、日本遺産丹後ちりめん回廊の構成文化財の一つにもなった吉村商店や、吉村家の別邸である桜山荘を訪れ（通常は非公開）、スタッフもあわせると総勢50名でまちあるきを行った。
2018年（平成30年）には、峰山こまねこウオーク第1弾として、5月26日（土）に開催、金刀比羅神社にゆかりのある増長院、常立寺の2か所を訪れ、30名が参加した。第2弾は羽衣ステーションが主催する第19回「てくてく我がまち再発見」との共催で8月19日（日）に開催されると35名が参加し、丹後ちりめんの始祖である絹屋佐平治（のちの森田治郎兵衛）が製織の成功を祈願した禅定寺と、猫のような彫刻がある稲代吉原神社を訪れた。2019年以後も毎年、開催されている（2023年時点）。

### ウィキペディアにゃウン
2018年（平成30年）9月8日（土）、第3回こまねこまつりのプレイベントとして、「ウィキペディアにゃウン Wikipedia town in 丹後峰山」が開催された。午前中にまちあるきを行い、午後に文献調査を行ってウィキペディア日本語版の記事を編集する形式を採り、いわゆるウィキペディアタウンとして京都府北部地域で初の開催であった。地元住民を含む27名が参加して、狛猫のある|金刀比羅神社の境内を中心に、周辺地域を散策して複数の記事を作成した。翌2019年以後も毎年、恒例となった2023年時点。

### シャッターアート

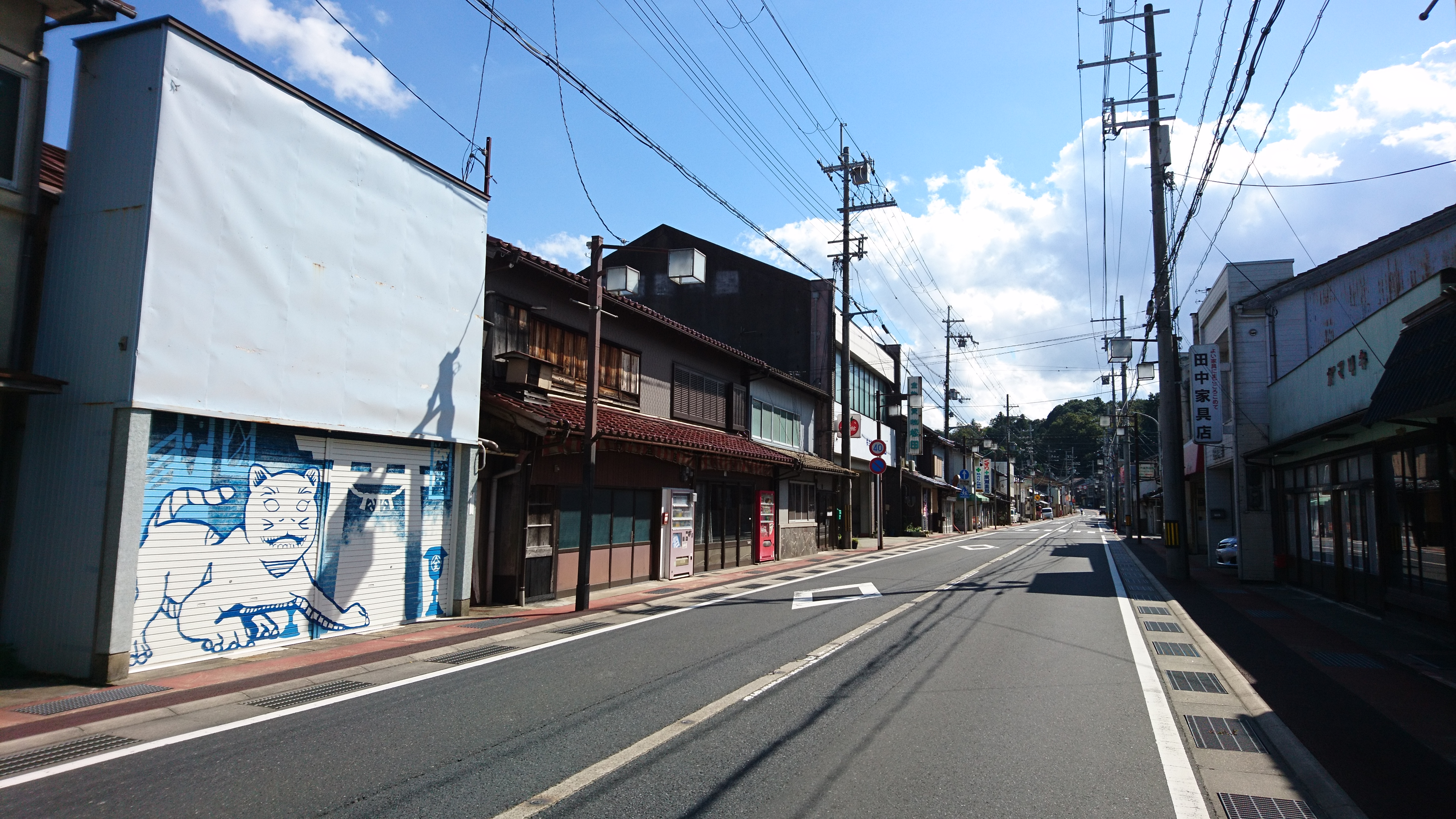
こまねこシャッターアート（峰山町内）

2017年（平成29年）に京都産業大学法学部の京丹後市地域づくり応援隊の学生から提案された企画で、13名の学生が実際に町を歩いて地域活性化策を検討し、「峰山を猫の聖地にしよう」と提言したことをきっかけに、空き店舗が目立つ峰山町中心街で、商店のシャッターに、金刀比羅神社と狛猫をモチーフにした絵が描かれた。第1弾として、金刀比羅神社から北に徒歩3分の工場跡地にある、縦2.3メートル、横4.65メートルの車庫のシャッターに、美術塗装の世界で「現代の名工」と称される荒木俊成がデザインした原案をベースとして3Dトリックアートの技法を用いて金刀比羅神社の鳥居と狛猫を表現し、白地に紺のグラデーションという配色は丹後ちりめんを連想させた。制作には5日間を要し、提言者の京都産業大学の学生のほか、地元の京都府立峰山高校美術部の生徒も協力した。第3回こまねこまつりで披露される予定であったが、雨天によりセレモニーが中止となり、公開は10月6日に延期された。当日は除幕式が行われ、制作にあたった学生らの手で絵を覆っていた幕が外されて公開に至った。
第3回こまねこまつりの機会に「峰山のまちを良くするための提言」と題したポスターセッションも学生らによって行われる予定であったが、中止となった。提言ポスターはその後、京丹後市役所峰山市民局のロビーで、公開展示されている。

### 日進 金刀比羅神社屋外wall art project

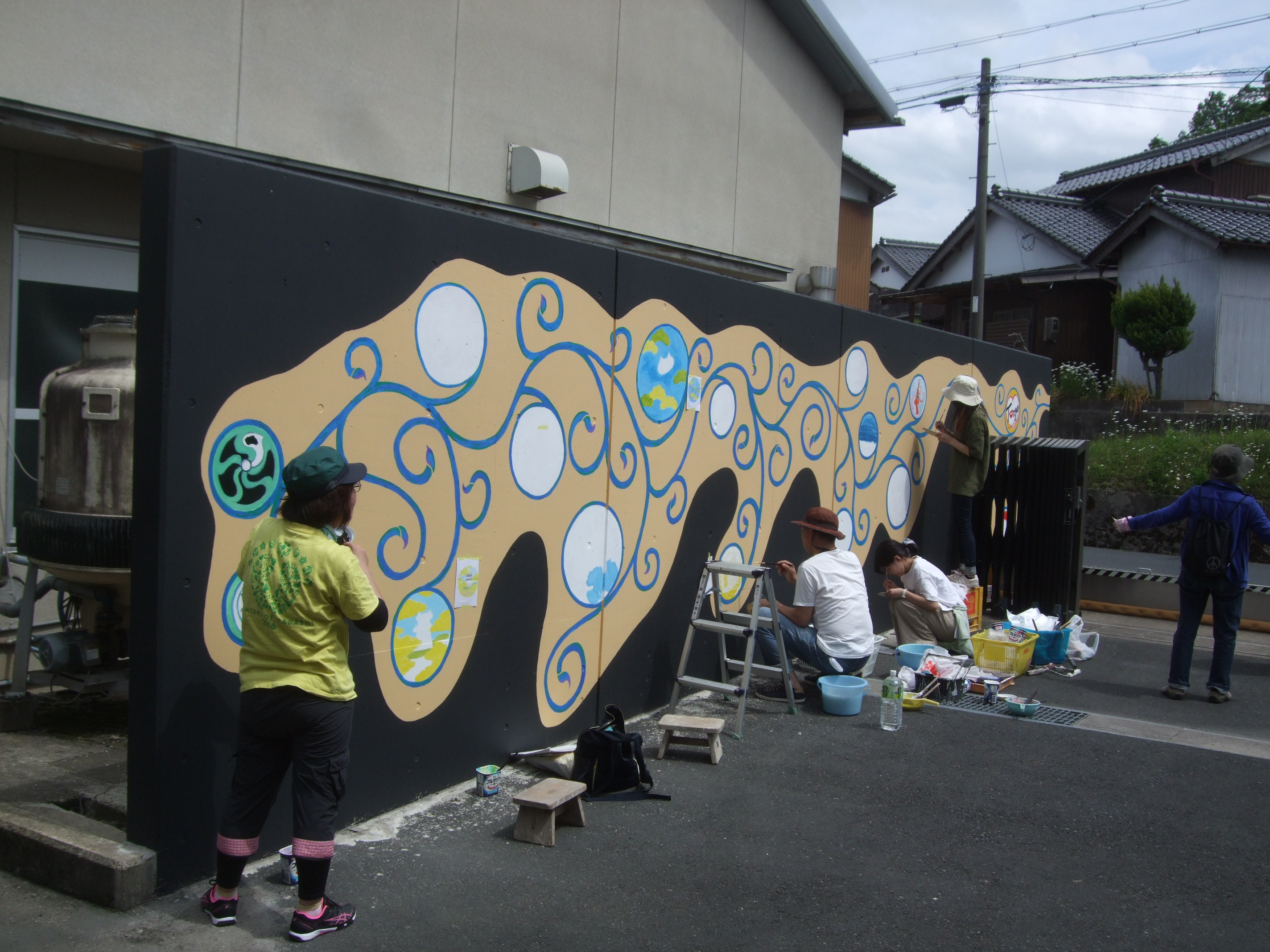
日進製作所wall art project（本社の西裏門）

日進wall art project（にっしんウォールアート・プロジェクト）は地域づくりの一環として、峰山町にある日進製作所本社の壁面の提供をうけ、壁画制作に取り組んだ。日進製作所は地域活動を推進しており、実現に至った。
対象にした壁の1面は本社西裏門にあたり、実行委員会のメンバーでもあるヒカリ美術館（池田修造）が企画デザインを担当し、町の人たちが丹後にちなんだ絵を思い思いに描き入れた。縦約2.5メートル、横約14メートルの壁面に、唐草模様をベースにして描かれ、この模様はメソポタミアやエジプトからシルクロードを通じて日本に伝わったという。途切れることなく伸びて繋がり、生命力の強さから繁栄や長寿などの意味があるとされ、こまねこまつり実行委員会のめざす「芸術でまちを元気に」というのに通じるものである。
もう1か所に壁画制作を計画した峰山高校生は、2019年5月29日に日進製作所創業記念館を見学した。

### プレミアム猫缶
「人も猫も食べられるプレミアム猫缶」と銘打ち、丹後の魚を用いたおいしくて安全な猫缶として、2018年（平成30年）2月に開発された。味は付いていない。1缶100グラム入りで、第1弾には地元産の輪切りのサワラが用いられた。季節によって旬の魚を用いた猫缶の商品化をめざす方針で、トビウオなどが試作に用いられている。2月27日に試食会で市民らにふるまわれ、猫缶を通した猫と人の幸せを願う祈願祭は同年5月18日に金刀比羅神社で執り行われ、境内ならびにイベント会場で販売する（こまねこまつりを含む）。
開発者は、丹後の猫好きネットワーク・ねこ会議で副代表を務める廣瀬啓子。2017年（平成29年）5月頃から自宅で研究を重ね、量産・商品化は京都市内の缶詰工場で行われた。収益の一部は、野良ネコの去勢など、ネコの保護活動に充てられる。
プレミアム猫缶の第1段「丹後のサゴシ」は発売後年内に完売し、翌年1月からの再販売までのつなぎに、2018年（平成30年）12月には原材料に丸アゴを100パーセント使用した第2段「丹後のアゴ」を開発、限定200缶の販売を開始した。このプレミアム猫缶は、近隣の酒造会社「丹後蔵」の芋焼酎「いもにゃん」とセットで贈答用としても販売されている。丹後蔵の芋焼酎は、狛猫が所在する金刀比羅神社境内の山の湧き水と丹後産の鳴門金時種「京かんしょ」で仕込まれる地酒で、こまねこまつりにおいても試飲提供されている。

### まちなかアートプロジェクト

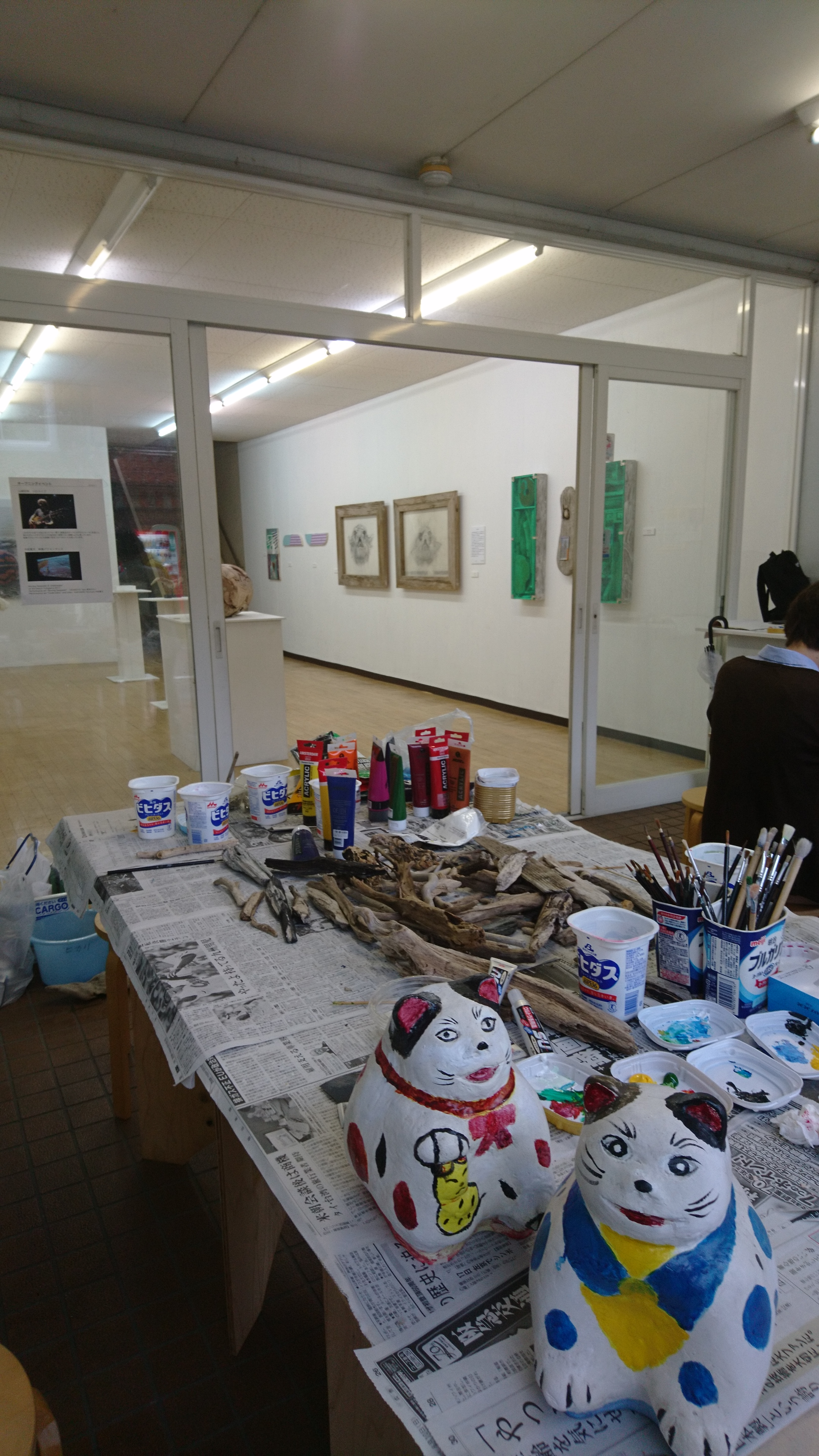
アート展と漂着物ワークショップ（会場は旧田中家具店）

こまねこまつりに先立ち、町内の店舗では数日間の期間を設けて、夢形エンジニアの千田雅彦によるダンボールアート教室が開催された。前週には関連企画として、町内の空き店舗で音楽コンサートも行われており、2018年の第3回こまねこまつりではギタリスト山崎昭典によるソロライブが開催された。
また、陶製素焼きこまねこの製作者である池田修造が所属する丹後アート会議・ヒカリ美術館の主催による作品展は、毎年開催されている。丹後アート会議では、こまねこまつり当日には、海岸漂着物を用いたワークショップを開催する。
- 2017年（平成29年）9月9～18日には、旧藤BAR、旧高田酒店、旧田中家具にて、「日本海×アート×漂流 -大地は器-」展を開催した[92]。1997年（平成9年）に日本海で沈没したロシア船籍のタンカー・ナホトカ号の重油流出事故で網野町の海岸に流れ着いた重油を画材に用いた油絵や、漂流物を用いたオブジェ等、丹後地方を拠点に活動する6人のアーティストの作品約30点を展示し、最終日には浮きやシーグラス、貝殻などを用いたアートワークショップを行った[92][93]。
- 2018年（平成30年）9月2～9日には、旧田中家具店にて、「メタモルフォーゼ×アート×漂着」展を開催[94]、丹後半島に打ち寄せられた漂着物を用いた芸術作品20点が展示された。最終日には、流木に彩色を施してアクセサリーやオブジェに加工したり、貝殻片などを入れた万華鏡を作るアートワークショップを行った[94]。
- 2019年（令和元年）9月6～8日には旧田中家具店を会場に、京都銅版画協会の協会員21名約60点の協力を得て「京丹後こまねこまつり銅版画展」を開催（企画＝ヒカリ美術館）しており、こまねこまつりに合わせて猫の作品を多数出展した[95][96]。9月6～8日に金刀比羅神社会館で展覧会「丹後ちりめんと狛猫」を開催した。その作品は8月25日に、令和元年度文化庁伝統文化親子事業・京都府「文化を未来に伝える次世代育み事業」として、丹後ちりめんや狛猫の歴史を学び、ワークショップで狛猫を題材にキャンバスに絵を描いたり、丹後ちりめんで吊し飾り作りをしたものである。展覧会、ワークショップともにヒカリ美術館が企画した[97][98][99]。

### 大丹後ネコ派てん
まちなかアートプロジェクトの流れを汲み、2021年（令和3年）から開催されるようになった、「丹後の猫」をモチーフとするアート作品展。ヒカリ美術館とこまねこまつり実行委員会が共同開催し、旧田中家具店をギャラリーとして期間限定で開催される。出品者はプロ・アマを問わず、初回の2021年には平面・立体・動画など様々なジャンルの20作品が出品された。その後も2023年現在まで毎年開催される。

## 運営体制

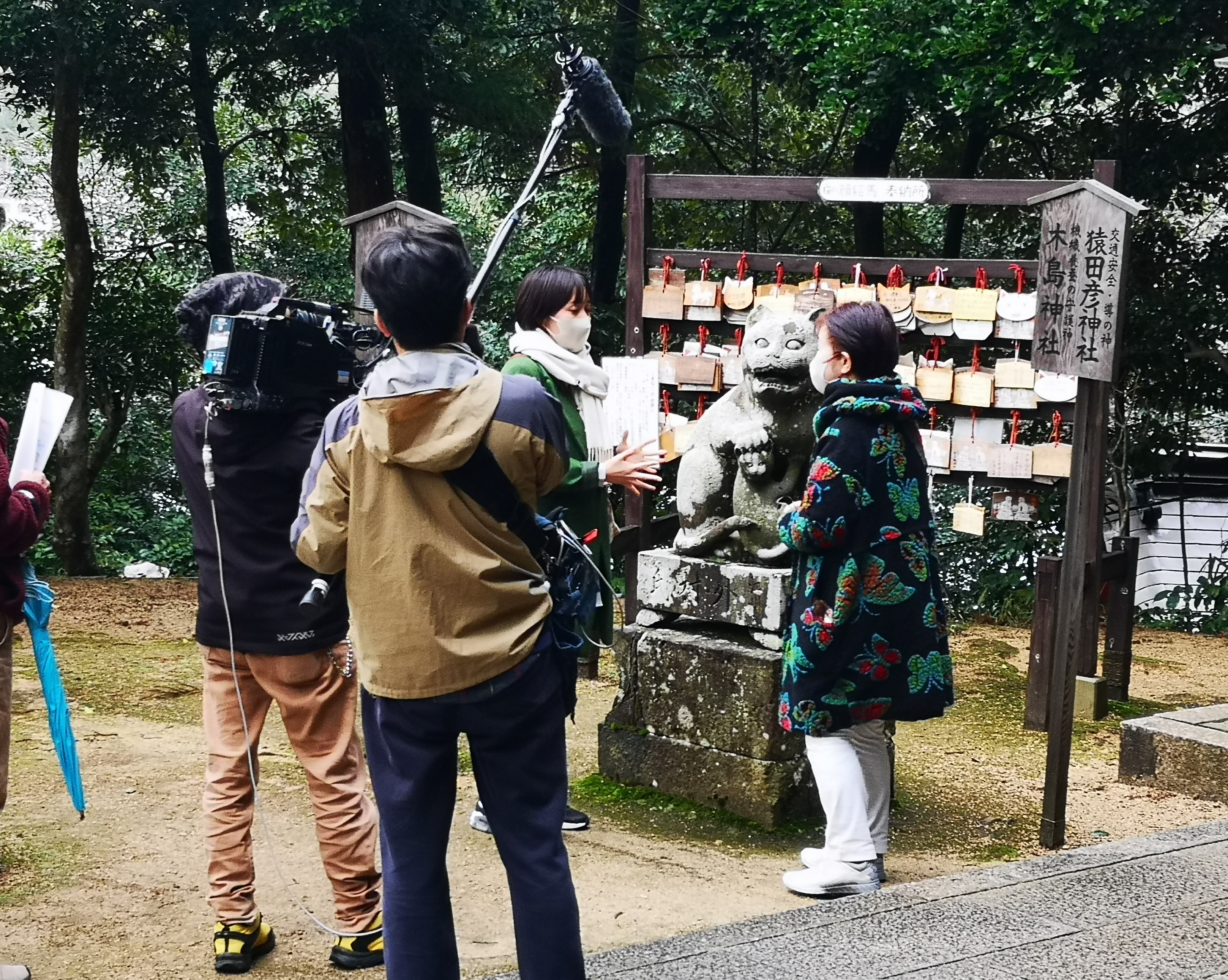
NHKの取材を受ける実行委員会会長（2023年）

主催団体「こまねこまつり実行委員会」は、ねこプロジェクト実行委員会、こんぴら手づくり市実行委員会、丹後の猫好きネットワーク・ねこ会議の3団体のメンバーを中心に構成される。実行委員長は、発起人でもある田中智子。実行委員の顔ぶれや人数は一定ではなく、上記団体の構成メンバーのほかにも、個人で参加するものもいれば、関連イベントによって各々主催者が異なる場合もある。
行政に頼らず、みんなでつくるお祭りを信条に、「家の庭や玄関先に猫アイテムを飾る」、「困ってそうなお客さんを見つけたら道案内をする」、「ちりめんを使ったつるし飾り作りに協力する」、「まちの歴史や昔の暮らし、素敵なお店や人の情報などをおしゃべりしたりSNSで紹介する」など、どの町民もそれぞれができる一歩から、まちづくりへの参加ととらえて推奨している。2018年（平成30年）の第3回こまねこまつりでは、ボランティアを含めて総勢100人規模の運営体制が敷かれ、ボランティアには事前説明会も行われた。
また、第1回目から、京都府立大学COC+の地域創生フィールド演習の一環として、毎年2名から4名の学生を受け入れている。

## アクセス
こまねこまつり まちあるきマップ「まちなかエリア」
- 京都丹後鉄道 峰山駅下車（金刀比羅神社まで徒歩15分[104]）
- 自家用車の場合は、市役所前駐車場を利用